# Cesare Bortolotti
Cesare Bortolotti (Bergamo, 29 settembre 1950 – Predore, 8 giugno 1990) è stato un imprenditore e dirigente sportivo italiano.

## Biografia
Imprenditore legato al settore petrolifero, si fece conoscere al grande pubblico per essere diventato, nell'estate 1980, il presidente dell'Atalanta Bergamasca Calcio, ereditandone la carica dal padre Achille e diventando il più giovane presidente di società calcistiche professionistiche.
Tuttavia la sua avventura alla guida della società calcistica bergamasca si aprì con una stagione disastrosa, culminata con la retrocessione della squadra in Serie C1. Da quella esperienza negativa si rifece immediatamente ritornando subito tra i cadetti, dopo aver affidato la panchina a Ottavio Bianchi, allora tecnico emergente. Due anni più tardi riportò i bergamaschi nel massimo campionato, categoria nella quale si tolsero numerose soddisfazioni negli anni seguenti, tra cui una finale di Coppa Italia, una semifinale di Coppa delle Coppe UEFA e due qualificazioni in Coppa UEFA, il tutto puntando sempre su tecnici emergenti: Nedo Sonetti prima ed Emiliano Mondonico poi.

Bortolotti (a destra) a fine anni 80 con l'allenatore atalantino Emiliano Mondonico

Primo presidente-manager della storia neroazzurra, ai risultati sportivi riuscì ad abbinare sia un'attenta gestione economica della società che il rilancio del vivaio neroazzurro. Perse la vita all'età di 39 anni, la notte tra il 7 e l'8 giugno 1990 in un incidente stradale a Predore, a poca distanza dalla sua abitazione.
L'Atalanta tuttora lo ricorda con un trofeo omonimo, organizzato con cadenza annuale – e in cui si onora anche la memoria del padre Achille –, nel quale la squadra bergamasca affronta alcune delle principali squadre sia europee sia sudamericane: tra le partecipanti figurano Vasco da Gama, Peñarol Montevideo, Udinese, San Paolo, Grêmio, Juventus, Olympique Marsiglia, Milan, Real Sociedad, IFK Göteborg, Borussia Dortmund, Hull City, Siviglia, Braga, Queens Park Rangers e LOSC Lille.
Nel settembre 2007 il consiglio comunale della città di Bergamo bocciò la proposta di intitolare il locale stadio Atleti Azzurri d'Italia ad Achille e Cesare Bortolotti. I tifosi, in disaccordo con la decisione politica, poche settimane dopo decisero di intitolare comunque la struttura ai due presidenti – seppure in modo informale –, affiggendo una targa all'ingresso della tribuna centrale.